# KBS 7.8.9전 특별대국
KBS 7.8.9전 특별대국은 한국방송공사의 KBS가 주최하여 한국기원이 주관했던 대한민국의  고단진 7,8,9단이 참가하는 TV 속기전의 바둑 기전이며, 해설은 노영하 七단 이었다. 

## 역대 우승자
| 회수 | 연도 | 우승        | 전적  | 준우승        |
| ---- | ---- | ----------- | ----- | ------------- |
| 1    | 1988 | 서봉수 九단 | 2 - 0 | (故)김인 九단 |